# Brian Martin
Brian Martin (ur. 19 stycznia 1974 w Stanford) – amerykański saneczkarz, dwukrotny medalista igrzysk olimpijskich, wielokrotny medalista mistrzostw świata oraz trzykrotny zdobywca Pucharu Świata.

## Kariera
Pierwszy sukces w karierze odniósł w 1998 roku, kiedy w parze z Markiem Grimmette zdobył brązowy medal w dwójkach na igrzyskach olimpijskich w Nagano. W tym samym składzie reprezentanci USA zdobyli też brązowe medale na mistrzostwach świata w Königssee (1999), mistrzostwach świata w Sankt Moritz (2000), mistrzostwach świata w Nagano (2004), mistrzostwach świata w Park City (2005), mistrzostwach świata w Innsbrucku (2007) i mistrzostwach świata w Lake Placid (2009) oraz srebrny podczas igrzysk w Salt Lake City. Trzykrotnie zdobywał też medale w zawodach drużynowych: srebrne na MŚ 2004 i MŚ 2005 oraz brązowy podczas mistrzostw świata w Calgary w 2001 roku. Ponadto w sezonach 1997/1998, 1998/1999 oraz 2002/2003 zwyciężali w klasyfikacji generalnej Pucharu Świata w dwójkach, a w sezonie 1999/2000 zajęli trzecie miejsce.

## Osiągnięcia

### Igrzyska olimpijskie
| Rok  | Miejsce        | Dwójki |
| ---- | -------------- | ------ |
| 1994 | Lillehammer    | 4.     |
| 1998 | Nagano         | 3.     |
| 2002 | Salt Lake City | 2.     |
| 2006 | Turyn          | DNF    |
| 2010 | Vancouver      | 13.    |

### Puchar Świata

#### Miejsca na podium w klasyfikacji generalnej
| Sezon     | Miejsce |
| --------- | ------- |
| 1997/1998 | 1.      |
| 1998/1999 | 1.      |
| 1999/2000 | 3.      |
| 2002/2003 | 1.      |